# Puncak Kemuning
Puncak Kemuning is een bestuurslaag in het regentschap Lubuklinggau van de provincie Zuid-Sumatra, Indonesië. Puncak Kemuning telt 4023 inwoners (volkstelling 2010).